# 默内布勒
默内布勒（法語：Menesble，法語發音：[mənɛbl]）是法国科多尔省的一个市镇，属于蒙巴尔区。

## 地理
默内布勒（47°46'24"N, 4°53'48"E）面积5.51 平方千米，位于法国勃艮第-弗朗什-孔泰大區科多尔省，该省份为法国中东部省份，北起奥布省，西接涅夫勒省和约讷省，南至索恩-卢瓦尔省，东南接汝拉省，东临上索恩省，东北部与上马恩省接壤。
与默内布勒接壤的市镇（或旧市镇、城区）包括：尚班、乌尔斯河畔勒塞、比尔莱唐普利耶、下科尔米耶。

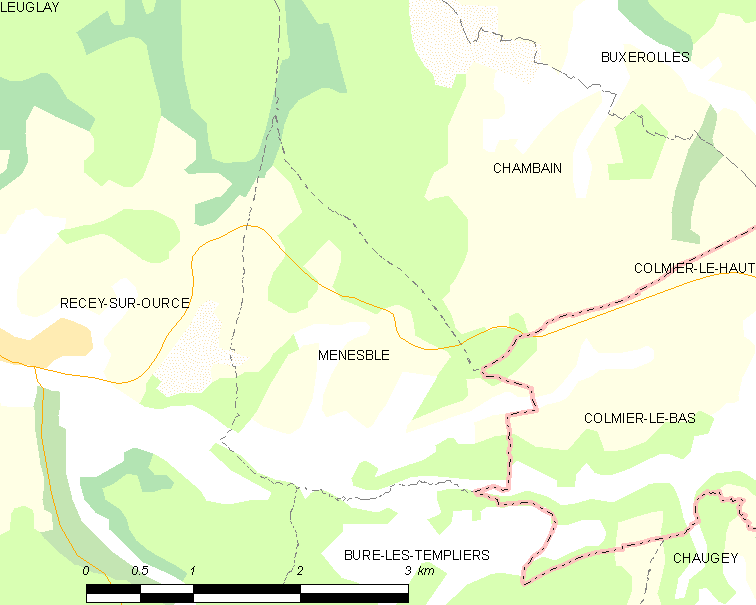
默内布勒的OSM定位图

默内布勒的时区为UTC+01:00、UTC+02:00（夏令时）。

## 行政
默内布勒的邮政编码为21290，INSEE市镇编码为21402。

## 政治
默内布勒所属的省级选区为塞纳河畔沙蒂永县。

## 人口

1962-2008年间默内布勒人口变化图示

默内布勒于2022年1月1日时的人口数量为16人。